# Juan José Nadal
Juan José Nadal (Belchite, 1690-Torreblanca, 1762) fue un arquitecto español especializado en la construcción de iglesias de planta de salón, cuya vida y obra comenzaron a conocerse gracias al estudio de Joan Damià Bautista sobre la iglesia de Villarreal y el resto de iglesias de planta de salón en la región de Valencia.
Se crio en una familia dedicada a la construcción y trabajó en los templos de Martín del Río, Cantavieja, Samper de Calanda, Armillas y Villarreal.
En 1757 fue admitido como académico en la Real Academia de Bellas Artes de San Fernando de Madrid.
Era el tatarabuelo del arquitecto Rafael Guastavino por línea materna.